# Sarkand
Sarkand (en russe : Сарканд ; en kazakh : Сарқан) est une ville située dans l'oblys de Jetyssou, au Kazakhstan, et le chef-lieu du district de Sarkand.

## Démographie
Sa population s'élevait à 14 305 habitants en 2009.